# Sancta Mater Ecclesia
 Sancta Mater Ecclesia  è una bolla di papa Gregorio XIII scritta il 1º settembre 1584.
Riprendendo le disposizioni della Vineam Sorec di papa Niccolò III sull'obbligo per gli Ebrei di ascoltare delle prediche cattoliche, Gregorio XIII ribadisce che le prediche si dovevano tenere ovunque ci fosse una sinagoga, vi dovevano assistere, a turno, un terzo degli abitanti del ghetto, e si dovevano commentare da appositi specialisti proprio i passi dell'Antico Testamento letti nelle sinagoghe il sabato corrispondente. Questa prassi divenne effettiva e costante solo a Roma, e si svolgeva nelle chiese cattoliche adiacenti alla sinagoga nel quartiere ebraico: dapprima in SS. Trinità dei Pellegrini, poi in Santa Maria del Pianto, ed infine in Sant'Angelo in Pescheria. Le prediche vennero abolite solo con Pio IX nel 1847. Ma ancora nell'Annuario Pontificio del 1860 era presente, fra i vari uffici della Curia Romana, quello di «incaricato della predica agli Ebrei».